# Tareque Masud
Tareque Masud, né le 6 décembre 1957 et mort accidentellement le 13 août 2011, est un réalisateur bangladais.

## Biographie
Tareque Masud est connu pour avoir réalisé les films Muktir Gaan (1995) et Matir Moina (2002), pour lequel il a remporté de nombreux prix internationaux, dont le Prix de la Critique internationale du Festival de Cannes 2002 dans la Quinzaine des réalisateurs.
Il meurt dans un accident de la circulation le 13 août 2011, alors qu'il rentre de Dacca sur l'autoroute de Dhaka-Aricha au cours de repérages pour le tournage du film Kagojer Phool. Dans l'accident, sa femme, Catherine Masud, est grièvement blessée, de même que le PDG d'ATN News (en) Mishuk Munier (en), l'artiste Dilara Begum Jolly et son mari ainsi que trois autres personnes,,.

## Filmographie
- 1995 : Muktir Gaan (bn)
- 2002 : Muktir Kotha (bn)
- 2002 : L'Oiseau d'argile (Matir moina)
- 2005 : Antarjatra (bn)
- 2010 : Runway (bn)